# Ardisia loheri
Ardisia loheri är en viveväxtart som beskrevs av Elmer Drew Merrill. Ardisia loheri ingår i släktet Ardisia och familjen viveväxter. Inga underarter finns listade i Catalogue of Life.